# 発信!情報スポットG
『発信!情報スポットG』（はっしん じょうほうスポット・ジー）は、チャンネルNECOで2015年4月24日から金曜日深夜00:30 - 1:20に放送されている情報バラエティ。

## 概要
チャンネルNECO開局25周年を記念して制作されたオリジナル番組。総合演出を務めるのは、かつて日本テレビで『クイズ世界はSHOW by ショーバイ!!』『マジカル頭脳パワー!!』『エンタの神様』といった人気バラエティ番組を手掛けた五味一男。番組MCは、元KBC九州朝日放送アナウンサーの長崎真友子。東京上野クリニックの一社提供。
番組コンセプトは「全身全霊で体を張ってリアルな情報を伝えます」。女性リポーターが文字通り体を張って、今話題のスポットや社会現象を女性独自の目線で探る、お色気要素を取り入れた新感覚の情報番組である。
番組内容
夜のニュース番組形式で長崎がキャスターを演じるスタジオ部分と、女性2人の体験リポートを収めたVTRからなる2部構成。番組の流れは、オープニングの挨拶と最初のトピックス紹介、1本目のVTR、スタジオに戻って次のトピックス紹介、VTR2本目、エンディング挨拶。
特色としてリポートでは、毎回必ず温泉入浴やエステ体験等を名目に脱衣場面が用意され、いかにも自然にヌードシーンが挿入される。その際、2000年代以降のテレビ番組において自主規制されがちなバストトップもしっかり露出されている。

## 出演者
MC
- 長崎真友子

スポットGリポーター

## スタッフ
- ナレーター：長崎真友子
- 企画･総合演出：五味一男
- EP：鳥羽乾二郎
- CP：赤荻武、大西徹
- 編成：河戸岳志、新保和也
- 宣伝：山田実恵子、小島令奈
- カメラ：関根智之、田中澄雄
- 編集・MA：麻布プラザ
- 音効：佳夢音
- 撮影協力：SMOKE BAR AND GRILL　※MC部分撮影場所
- キャスティング：Mels Club
- AP：入江将也
- ディレクター：後藤喬之
- 演出：高橋篤史
- クリエイティブプロデューサー：佐藤浩仁
- プロデューサー：黒田達哉、篠崎幸生、鈴木敦
- 制作協力：AX-ON、仁プロデューシング
- 制作著作：NIKKATSU、チャンネルNECO

## 放送内容
| 回 | 初回放送       | TOPICS - 担当リポーター |
| 1  | 2015年 4月24日 | - 最新ラブホ事情 大人気の「レジャーホテル」 - 碓井里紗 - バストアップのコースがある横浜のエステサロン - 倉田美琴                  |
| 2  | 5月9日         | - 草津で大人気のペンション おひとり様でゆっくりできる温泉 - 西山玲奈 - 表参道のフォトスタジオ 噂の「メモリアルヌード」 - 前田美織 |
| 3  | 5月23日        | - 健康と癒しの複合施設 スパリゾート「かんなの湯」- 結城沙英 - 攻める女性の最新アイテム エロかわいいランジェリー - 森山奈津美      |
| 4  | 6月5日         | - 自然との一体感がテーマ 鬼怒川温泉の老舗ホテル - 木島優香 - 体がキャンパスに! 噂のボディペイント - 高野亜希                      |
| 5  | 6月19日        | - 那須塩原の秘湯 混浴もある宿 - 小沢由紀子 - バストとヒップに特化した銀座のエステサロン - 山川詩織                                |